# Вал Килмър
Вал Едуард Килмър (на английски: Val Edward Kilmer) е американски актьор, известен с ролите си във филмите „Александър", „Жега", „Батман завинаги", „Светецът" и „Истински романс". Въплъщава се в образите на приличащия на Елвис Пресли идол на тийнейджърите Ник Ривърс в „Строго секретно!", в „Били Хлапето", станалия легендарен Робърт Елиът Бърнс и рок-идола Джим Морисън. Играе и Брус Уейн/Батман.

## Живот
Роден в Лос Анджелис, Калифорния, Килмър израства в Долината на Сан Фернандо. Син е на Гладис и Юджийн Килмър. Има двама братя – Марк, който е по-голям, и Уесли, който е по-млад. Уесли загива през 1977 г., удавяйки се в басейна на семейството.
На 17 години (1977) Вал записва в университета Джулиард – Ню Йорк, където бъдещият актьор е най-младият студент, приет в драматичния факултет. Преди това завършва училището в Чатсуърт, където не се представя много добре. Той приписва кариерата си на хората от Нюйоркския университет.
В студентските години бъдещият холивудски секс символ се появява като Орестис в „Макбет", Ричард III, също и в някои постановки по Шекспир. През 1981 година, все още като студент, Вал играе в „How It All Began" – пиеса, на която е съавтор. След дипломирането си без никакви отклонения Вал отскача директно на нюйоркската сцена. През 1983 година участва в „The Slab Boys" с Кевин Бейкън и Шон Пен. Килмър сменя кариерата си на театрален актьор, дебютирайки като Ник Ривърс в шпионската комедия „Строго секретно!" (1984) и оттогава филмите започват да се редуват един след друг. Според думите на филмов критик Вал Килмър е „забележителен актьор, чиито брилянтни превъплъщения съчетават външност и интелект; хамелеон в изпълненията си, който играе широк диапазон от роли толкова съвършено, че всъщност е неузнаваем в различните филми. Актьор с неоценен талант".
1985-та година е отбелязана с участието му в „Истински гений". В следващите години играе в „Топ Гън“ (1986), „Уилоу“ (1988) и „Били Хлапето“ (1989). След тях в „Дюн“, „Синьо кадифе“, „Линия на смъртта“, „Обратна тяга“, „Точка на пречупване" и „Неприлично предложение“. През 1991 година Килмър затвърждава звездния си имидж с ролята на рок иконата Джим Морисън в биографичния филм на Оливър Стоун „Доорс“, заради който Килмър прекарва шест месеца, ровейки се в живота на певеца. Две години по-късно постига голям успех с ролята на чаровния Док Холидей в „Тумбстоун" (1993). 1995 година бележи участието му в „Аленият прилив“, а също и в мегахита „Батман завинаги". Последният постига голям успех и въпреки че отказва сходна роля в „Черният рицар“, Килмър се издига все повече и повече. Същата тази година се запомня и с участието му в горещо аплодирания „Жега". Следващите му филми не са много успешни, като най-забележимият е „Островът на доктор Моро“ (1996). Главната му роля в „Светецът“ (1997) е последвана единствено от гласа му през същата година, дублирайки роля в анимационния „Принцът на Египет“. Следва ролята му на слепец, който връща зрението си в романтичната драма „Проглеждане“ и на скандалния алкохолик в „Джо Кралят“ – режисьорски дебют на актьора Франк Уоли.
Бившата жена на Килмър се казва Джоан Уоли – актриса и бивша певица в „Cindy & the Saffrons". Двамата се запознават, докато работят заедно по филма „Уилоу" (1988). Имат две деца – дъщеря Мърсидис и син Джак.

## Частична филмография
- 1984 – „Строго секретно!“ (Top Secret!)
- 1984 – „Дюн“ (Dune)
- 1985 – „Истински гений“ (Real Genius)
- 1986 – „Синьо кадифе“ (Blue Velvet)
- 1986 – „Топ Гън“ (Top Gun)
- 1986 – „Убийствата на Рю Морг“ (The Murder in the Rue Morgue)
- 1988 – „Уилоу“ (Willow)
- 1989 – „Убий ме отново“ (Kill Me Again)
- 1989 – „Били Хлапето“ (Gore Vidal's Billy the Kid)
- 1990 – „Линия на смъртта“ (Flatliners)
- 1991 – „Обратна тяга“ (Backdraft)
- 1991 – „Доорс“ (The Doors)
- 1992 – „Гръмотевично сърце“ (Thunderheart)
- 1993 – „Истински романс“ (True Romance)
- 1993 – „Неприлично предложение“ (Indecent Proposal)
- 1993 – „Истинската Маккой“ (The Real McCoy)
- 1993 – „Тумбстоун“ (Tombstone)
- 1995 – „Аленият прилив“ (Crimson Tide)
- 1995 – „Криле на смелостта“ (Wings of Courage)
- 1995 – „Батман завинаги“ (Batman Forever)
- 1995 – „Жега“ (Heat)
- 1996 – „Островът на доктор Моро“ (The Island of Doctor Moreau)
- 1996 – „Призрака и Мрака“ (The Ghost & the Darkness)
- 1997 – „Светецът“ (The Saint)
- 1998 – Africa Unbottled (документален)
- 1998 – „Принцът на Египет“ (The Prince of Egypt)
- 1999 – „Проглеждане“ (At First Sight)
- 1999 – „Джо Кралят“ (Joe the King)
- 2000 – „Полок“ (Pollock)
- 2000 – „Червената планета“ (Red Planet)
- 2002 – „Соленото езеро“ (The Salton Sea)
- 2002 – „Белязани пари“ (Hard Cash/Run for the Money)
- 2003 – „Убийства на Уондърленд авеню“ (Wonderland)
- 2003 – „В неизвестност“ (The Missing)
- 2004 – „Спартанец“ (Spartan)
- 2004 – „Ловци на мисли“ (Mindhunters)
- 2004 – „Александър“ (Alexander)
- 2005 -„Целувки и куршуми“ (Kiss Kiss, Bang Bang)
- 2006 – „Дежа вю“ (Déjà Vu)
- 2008 – „Престъпник“ (Felon )
- 2009 – „Кървави улици“ (Streets of Blood)
- 2010 – „Суперагент Макгрубър“ (MacGruber)
- 2011 – „Кърваво отмъщение“ (Blood Out)
- 2012 – „Отмъщението на Уайът Ърп“ (Wyatt Earp's Revenge)
- 2013 – „Самолети“ (Planes)
- 2017 – „Снежният човек“ (The Snowman)
- 2022 – „Топ Гън: Маверик“ (Top Gun: Maverick)